# Fudbalski klub Borec Veles
Il Fudbalski klub Borec Veles, meglio noto come Borec, è una società calcistica macedone con sede nella città di Veles.
Nella stagione 2024-2025 milita nella Vtora liga, la seconda divisione del campionato macedone.

## Storia
Fondata nel 1926 come Fudbalski klub Borec Veles.

## Palmarès

### Competizioni nazionali
- Makedonska republička liga: 1

1988-1989
- Vtora makedonska fudbalska liga: 2

1996-1997, 2018-2019
- Treta makedonska fudbalska liga: 3

2012-2013, 2016-2017, 2023-2024

### Altri piazzamenti
- Vtora makedonska fudbalska liga:

Secondo posto: 1995-1996, 2017-2018

## Organico

### Rosa 2020-2021
Aggiornata al 3 febbraio 2021.
| N. |                               | Ruolo | Calciatore                  |
| -- | ----------------------------- | ----- | --------------------------- |
| 1  | Macedonia del Nord (bandiera) | P     | Andreja Efremov             |
| 2  | Macedonia del Nord (bandiera) | D     | Filip Ristovski             |
| 3  | Macedonia del Nord (bandiera) | D     | Kristijan Eftimov           |
| 4  | Macedonia del Nord (bandiera) | D     | Oliver Stoimenovski         |
| 5  | Macedonia del Nord (bandiera) | D     | Vanče Šikov (vice-capitano) |
| 6  | Brasile (bandiera)            | C     | Fernando Silva              |
| 7  | Macedonia del Nord (bandiera) | A     | Gjorgji Gjorgjiev           |
| 8  | Macedonia del Nord (bandiera) | D     | Teodor Mircevski            |
| 9  | Macedonia del Nord (bandiera) | A     | Aleksandar Mishov           |
| 10 | Croazia (bandiera)            | A     | Edi Baša                    |
| 11 | Macedonia del Nord (bandiera) | C     | Luka Trajkoski              |
| 14 | Macedonia del Nord (bandiera) | D     | Filip Misevski              |
| 16 | Serbia (bandiera)             | D     | Nikola Gavrić               |

| N. |                               | Ruolo | Calciatore                |
| -- | ----------------------------- | ----- | ------------------------- |
| 17 | Macedonia del Nord (bandiera) | A     | Azer Omeragikj            |
| 18 | Macedonia del Nord (bandiera) | C     | Trajce Trajkov (capitano) |
| 19 | Macedonia del Nord (bandiera) | C     | Robert Kocev              |
| 20 | Macedonia del Nord (bandiera) | C     | Anes Osmanoski            |
| 21 | Macedonia del Nord (bandiera) | A     | Dzemal Ibrahimovikj       |
| 22 | Macedonia del Nord (bandiera) | D     | Filip Manasievski         |
| 23 | Macedonia del Nord (bandiera) | C     | Milan Chichevski          |
| 24 | Macedonia del Nord (bandiera) | A     | Murat Adili               |
| 25 | Macedonia del Nord (bandiera) | P     | Mikica Gjorgievski        |
|    | Macedonia del Nord (bandiera) | D     | Daniel Ivanov             |
|    | Macedonia del Nord (bandiera) | C     | Martin Talakov            |
|    | Macedonia del Nord (bandiera) | C     | Ilija Ristevski           |

### Staff tecnico
- Allenatore:  Borce Hristov
- Vice-Allenatore: ?